# 神奈川県道45号丸子中山茅ヶ崎線

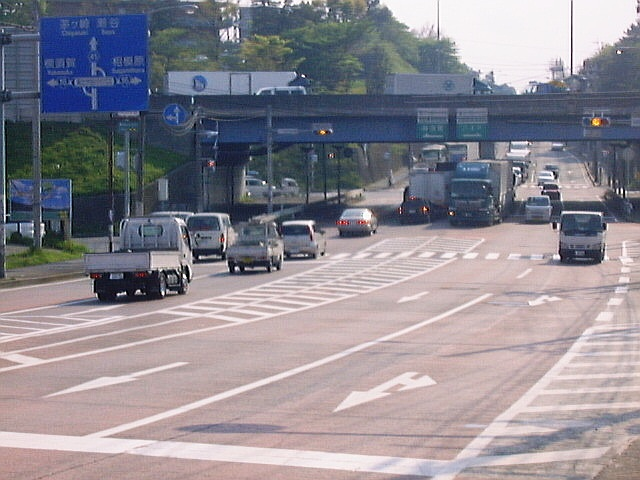
保土ヶ谷バイパス下川井インターチェンジ交差点（茅ヶ崎方向を望む）

神奈川県道45号丸子中山茅ヶ崎線（かながわけんどう45ごう まるこなかやまちがさきせん）は、川崎市中原区の丸子橋交差点から、港北ニュータウン、厚木基地などを経て、茅ヶ崎市の茅ヶ崎駅前交差点に至る、主要地方道である。神奈川県道では主要地方道山北藤野線に次いで2番目に長いが、全線を一般車両が走行可能な路線としては最長を誇る。
川崎市内と横浜市内は、通称「中原街道」である。通称の「中原街道」は神奈川県道2号東京丸子横浜線へ続く。

## 概要

### 路線データ
- 起点 : 神奈川県川崎市中原区丸子通（「丸子橋」交差点＝神奈川県道2号東京丸子横浜線交点）
- 終点 : 神奈川県茅ヶ崎市茅ヶ崎（「茅ヶ崎駅前」交差点＝国道1号交点）
- Google マップ

## 歴史
- 室町時代から江戸時代初期：後北条氏の本城である小田原城と支城である江戸城とを結ぶ、中原街道が造られる。その後、徳川家康により中原街道が整備される。
- 1920年（大正9年）4月1日：「神奈川縣告示第百二十二號」（府縣道ノ認定）により、神奈川県道都田下大崎線、及び神奈川県道都田平塚線が認定される。
- 1960年（昭和35年）4月1日：「神奈川県告示第百七十六号」により、一般県道丸子中山平塚線として認定される。
- 1971年（昭和46年）6月26日 - 建設省（現・国土交通省）が主要地方道丸子中山茅ヶ崎線を指定。
- 1993年（平成5年）5月11日：「建設省告示第千二百七十号」（道路法第五十六条の規定に基づく主要な都道府県道及び市道）により、現在の神奈川県道45号丸子中山茅ヶ崎線は、主要地方道として再指定されている。

## 路線状況
横浜市都筑区佐江戸町地蔵尊前交差点 - 瀬谷区南台交差点付近までを横浜市は、環状3号線として位置づけている。
桜ヶ丘交差点の渋滞を解消するため、2009年より、大和市と横浜市の境にあたる「境川」（新道大橋）から国道467号の桜ヶ丘交差点を越え、市道福田相模原線の「新道下」交差点までの区間の4車線化整備事業が行われている（当面桜ヶ丘交差点まで）。この区間内の桜ヶ丘1号踏切を立体化、または国道467号から市道福田相模原線までを連続立体化にする構想がある。しかし沿道の民家の一部が退去しない為に2016年（平成28年）現在も用地確保のみで未着手である。

### 通称
- 中原街道（川崎市中原区・丸子橋（南詰）交差点 - 横浜市瀬谷区/大和市境・新道大橋交差点）
- 春日新道（綾瀬市・綾瀬大橋入口交差点 - 綾瀬市/藤沢市境）
- 茅ヶ崎中央通り（高座郡寒川町/茅ヶ崎市境 - 茅ヶ崎市・茅ヶ崎駅前交差点）

### 重複区間
- 神奈川県道47号藤沢平塚線（高座郡寒川町・岡田交差点 - 高座郡寒川町・景観寺前交差点）
- 神奈川県道44号伊勢原藤沢線（高座郡寒川町・景観寺前交差点 - 茅ヶ崎市西久保/香川）

## 地理

### 通過する自治体
- 神奈川県
  - 川崎市（中原区 - 高津区 - 宮前区） - 横浜市（都筑区 - 緑区 - 旭区 - 瀬谷区） - 大和市 - 綾瀬市 - 藤沢市 - 高座郡寒川町 - 茅ヶ崎市

### 交差する道路
- 神奈川県道2号東京丸子横浜線（丸子橋（南詰）交差点）
- 国道409号/府中街道（小杉十字路交差点）
- 南武沿線道路（上小田中交差点）
- 川崎市主要地方道宮内新横浜線（下新城交差点）
- 神奈川県道14号鶴見溝ノ口線（千年交差点）
- 尻手黒川道路（野川交差点）
- 神奈川県道102号荏田綱島線（のちめ不動前[1]）（百石橋西側交差点を通る新道は横浜市道）
- 神奈川県道13号横浜生田線（勝田橋交差点）
- 横浜市道新横浜元石川線（向原交差点）
- 横浜市道新横浜元石川線（大塚原交差点）
- 横浜市都市計画道路池辺市ヶ尾線（開戸交差点）
- 横浜市都市計画道路鴨居上飯田線（山王前交差点）

（※横浜市都市計画道路佐江戸北山田線区間）
- 神奈川県道12号横浜上麻生線（佐江戸交差点）
- 神奈川県道109号青砥上星川線（宮の下交差点）
- 国道16号（都岡町交差点）
- 国道16号/保土ヶ谷バイパス（下川井インターチェンジ）
- 神奈川県道401号瀬谷柏尾線（二ツ上橋交差点）
- 神奈川県道40号横浜厚木線（南台交差点）
- 横浜市主要地方道18号環状4号（下瀬谷二丁目交差点）
- 国道467号（桜ヶ丘交差点）
- 旧神奈川県道42号藤沢座間厚木線（綾瀬市深谷交差点）
- 神奈川県道42号藤沢座間厚木線（早川交差点）
- 神奈川県道22号横浜伊勢原線/用田バイパス（新用田辻交差点）
- 神奈川県道22号横浜伊勢原線（用田辻交差点）
- 神奈川県道47号藤沢平塚線（中瀬交差点）
- 神奈川県道47号藤沢平塚線（岡田交差点）
- 神奈川県道44号伊勢原藤沢線・神奈川県道47号藤沢平塚線（景観寺前交差点）
- 国道1号/新湘南バイパス・神奈川県道44号伊勢原藤沢線（茅ヶ崎中央IC）
- 国道1号・神奈川県道309号茅ヶ崎停車場線（茅ヶ崎駅前交差点）